# Моррасти
Мо́ррасти (нем. Morras), также мы́за Му́расте (эст. Muraste mõis) — побочная мыза рыцарской мызы Раннамыйза в деревне Мурасте волости Харку уезда Харьюмаа, к западу от Таллина. Согласно историческому административному делению относилась к приходу Кейла.

## История мызы
Мыза была основана в 1620-х годах. Первым её владельцем был Эрициус Бек (нем. Ericus Beck).
На военно-топографических картах Российской империи (1846–1863 годы), в состав которой входила Эстляндская губерния, мыза обозначена как мз. Моррасти.
С 1848 года владельцем стал мореплаватель и исследователь Отто фон Крузенштерн, внук знаменитого мореплавателя Ивана Фёдоровича Крузенштерна, который в 1851 году приказал построить новое главное здание мызы, остатки которого сохранились до наших дней.
Поменяв множество владельцев, в 1919 году мыза перешла в собственность эстонского государства. Затем до 1991 года использовалась в качестве детского дома, для нужд которого в 1980-е годы к ней было пристроено несколько вместительных зданий, соединяющихся с мызой галереей.
В 1995 году мыза перешла в частное владение, но после пожара, произошедшего в 2001 году, здание стало непригодно для жизни и находится в полуразрушенном состоянии.

## Главное здание
Главное здание (господский дом) мызы выполнено в стиле неоренессанса с четырёхугольной башенкой в правой части строения. В 1997 году здание было внесено в Государственный регистр памятников культуры Эстонии как памятник архитектуры. При инспектировании  31.07.2018 его состояние было оценено как аварийное.

## Галерея

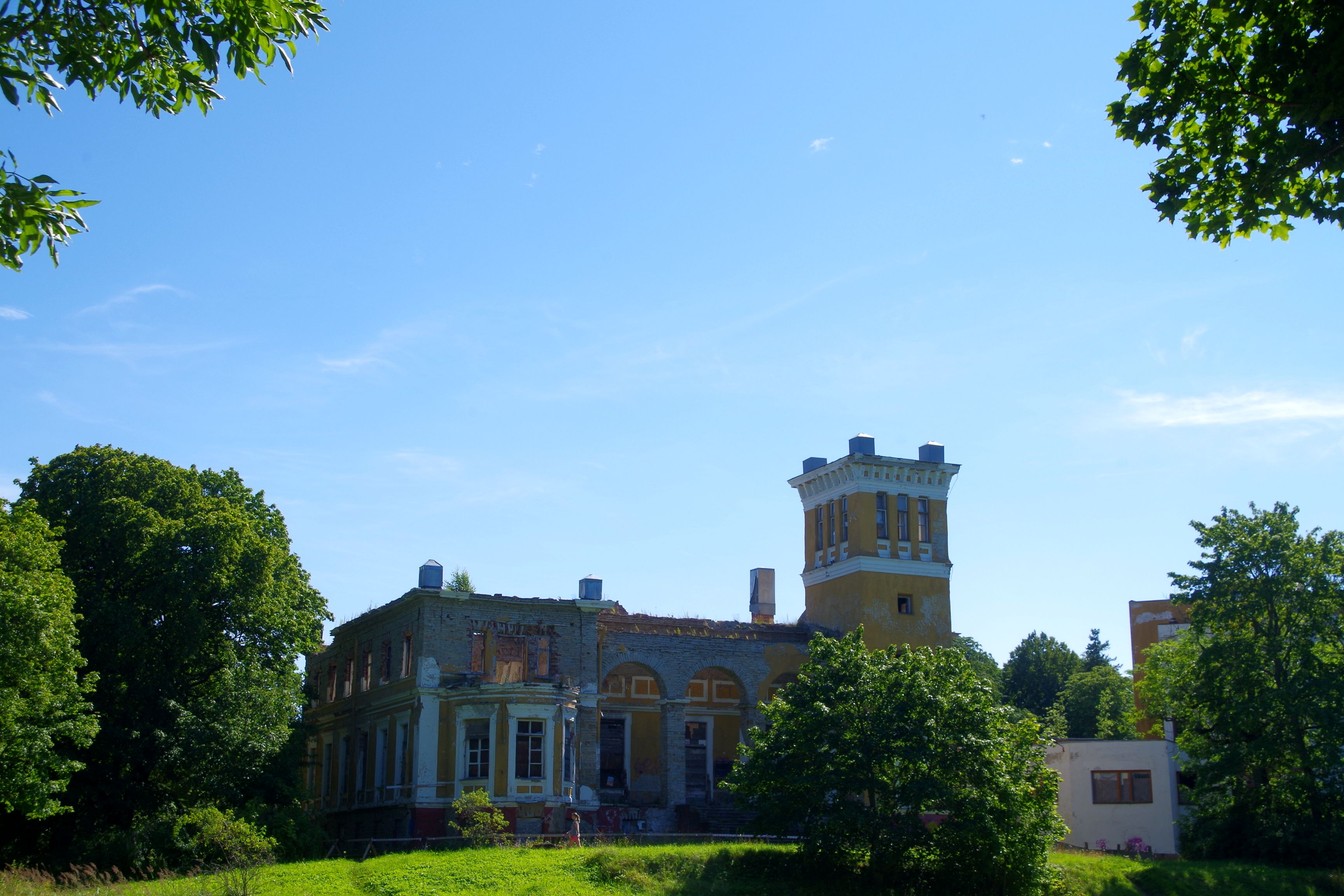
Мыза Моррасти (Мурасте)
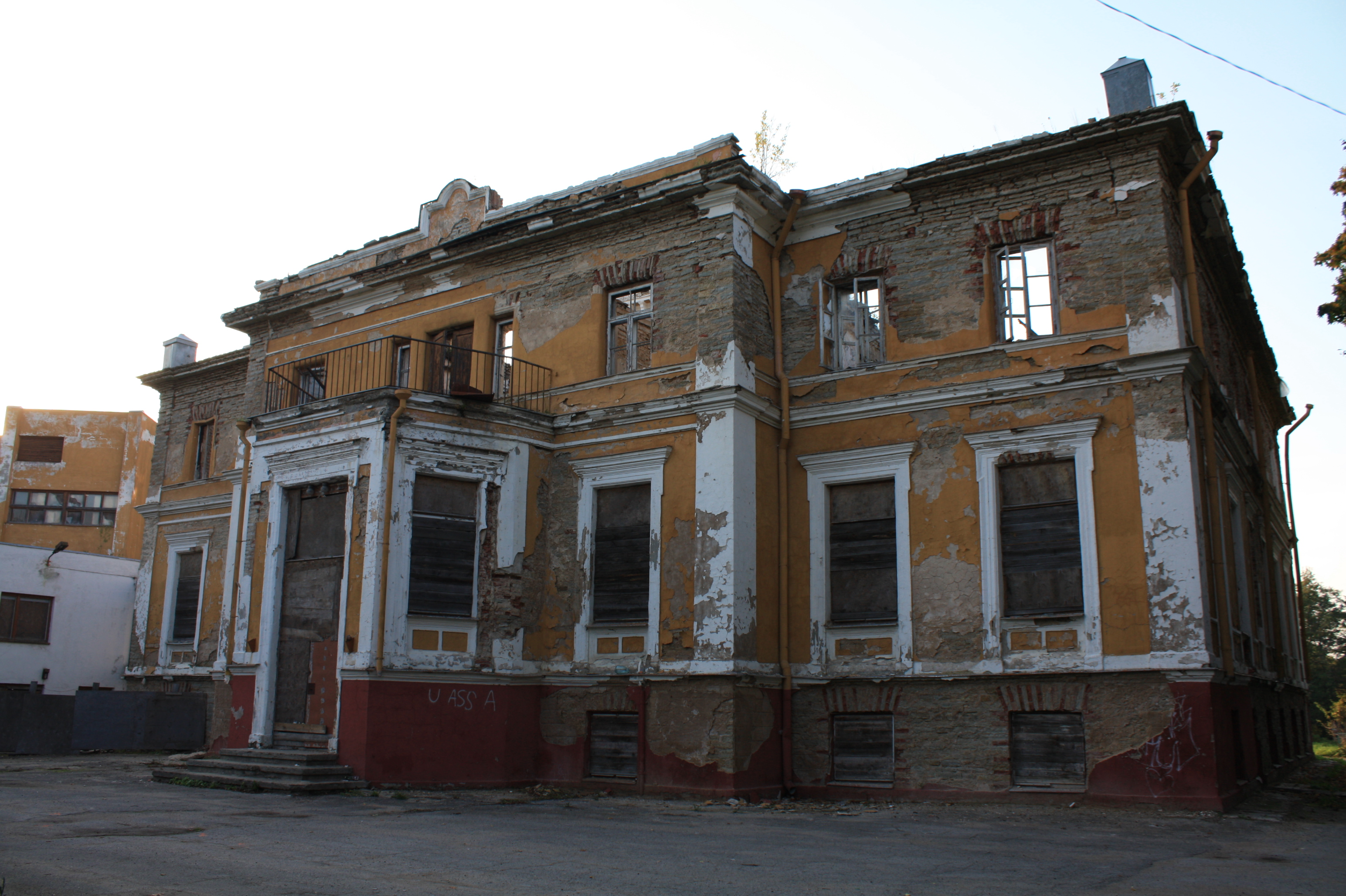
Господский дом в 2010 году
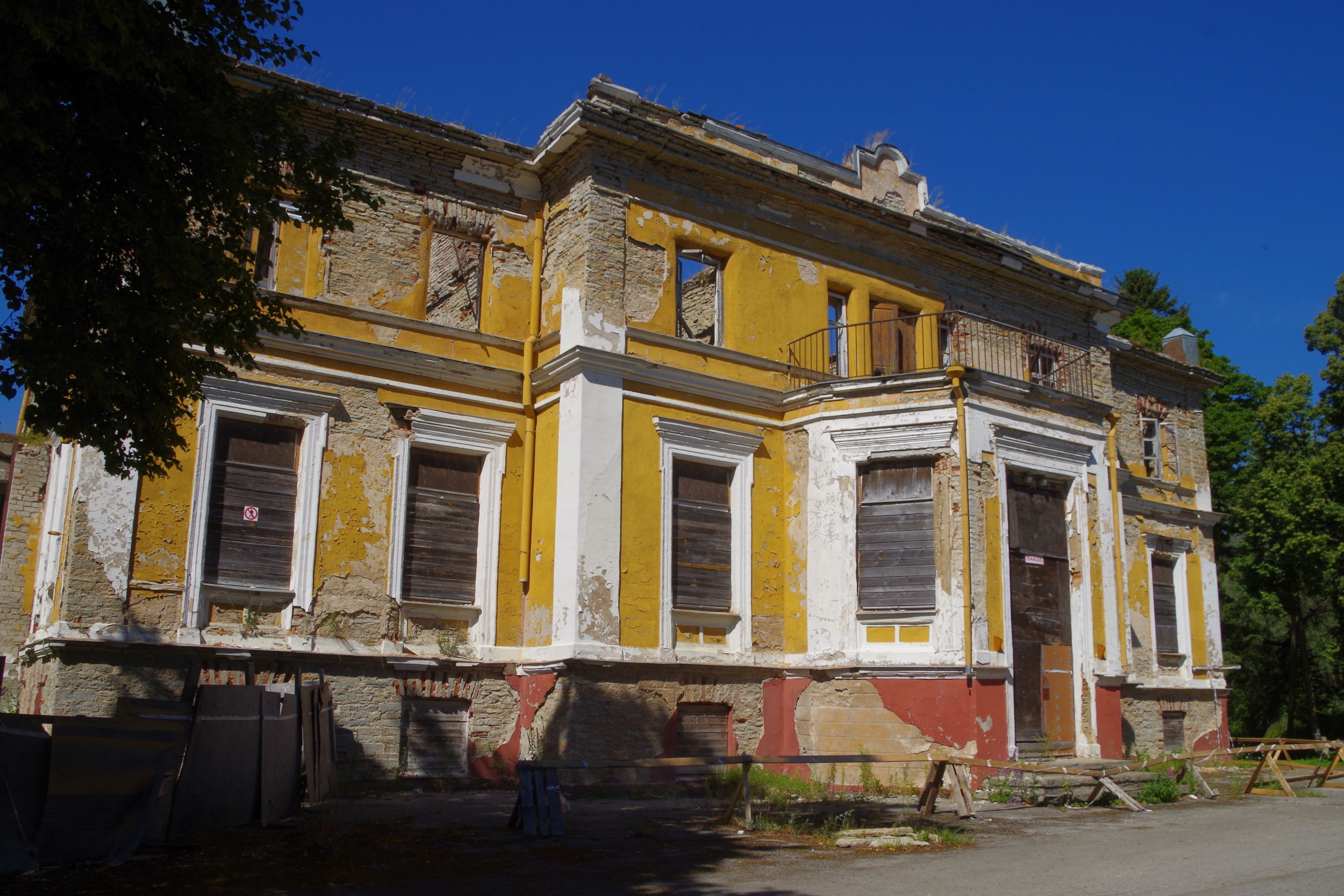
Господский дом в 2015 году